# Viola adunca
Viola adunca är en violväxtart som beskrevs av James Edward Smith. Viola adunca ingår i släktet violer, och familjen violväxter.

## Underarter
Arten delas in i följande underarter:
- V. a. kirkii
- V. a. oxyceras

## Bildgalleri

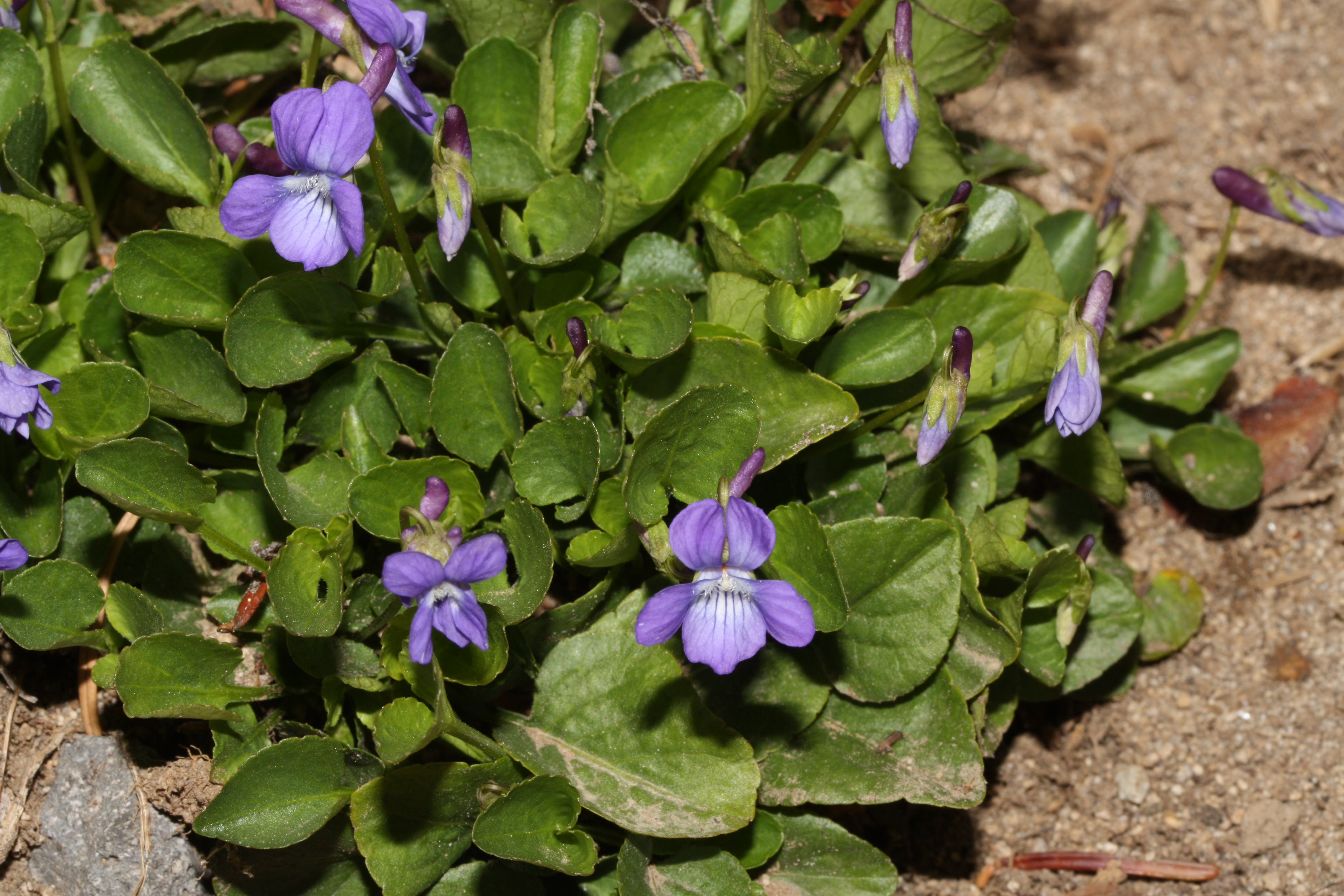